# Pagandon
Pagandon is een plaats (kelurahan) in het onderdistrict (kecamatan) Kadipaten van het  regentschap Majalengka in de provincie West-Java, Indonesië. Pagandon telt 4550 inwoners (volkstelling 2010).